# Serafino Calindri
Serafino Calindri (Perugia, 1733 – Città della Pieve, 1811) è stato uno storico, presbitero e ingegnere idraulico italiano.

## Biografia
Dopo aver frequentato le prime scuole a Perugia, studiò matematica e architettura civile a Roma, ove ebbe come insegnanti il gesuita Ruggero Boscovich, tipico intellettuale cosmopolita settecentesco, e il pittore e architetto Luigi Vanvitelli.

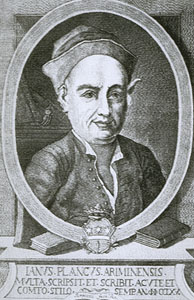
Giovanni Bianchi, scrisse due libelli contro Calindri

Ingegnere e architetto specializzato in idraulica, apprezzato e segnalato da Boscovich a Luigi XV di Francia per i lavori al porto di Cherbourg, nel 1762 fu incaricato della sistemazione del porto di Rimini e del corso del fiume Marecchia. Per tali lavori, Calindri fu oggetto di aspre critiche: nel 1765 due libelli lo accusarono di disonestà, incompetenza e di non avere la preparazione tecnica per dirigere opere di tale impegno. Ambedue gli scritti, il secondo firmato con lo pseudonimo di Marco Chillenio, erano opera del riminese Giovanni Bianchi, medico, studioso di scienze naturali e archeologo, un erudito che per il suo difficile carattere si procurò diverse inimicizie. Nel 1768 Calindri rispose alle accuse pubblicando Del porto di Rimino. Lettera di un riminese ad un amico di Roma coll'appendice di documenti in cui difese le sue scelte tecniche per risolvere il problema dell'interramento della bocca del porto, oggetto delle critiche di Bianchi.
Calindri viene oggi ricordato, piuttosto che per le vicende del porto di Rimini, principalmente per il suo Dizionario corografico (1781-1785). Nelle ambiziose intenzioni dell'autore, il Dizionario avrebbe dovuto illustrare, mediante pubblicazioni a cadenza periodica, l'intera Italia sotto vari profili: storico, economico, geografico. Il progettò non fu realizzato: le pubblicazioni si limitarono ai primi sei tomi riguardanti il territorio bolognese. Ciò nonostante il testo, pur se incompleto e con varie imprecisioni, può considerarsi un importante riferimento storico per la descrizione di diversi centri abitati negli ultimi decenni del XVIII secolo.
Dopo essere rimasto vedovo per la seconda volta, intorno al 1801 fu ordinato sacerdote, divenne poi parroco di una chiesa di Città della Pieve, ove poi morì a settantasette anni nel 1811.
Calindri, come già detto, ebbe due mogli e ben trentacinque figli. Tra questi raggiunse una certa notorietà Gabriele Calindri, storico a sua volta e autore di un testo sullo Stato Pontificio, che qualcuno ritenne non un lavoro originale di Gabriele ma derivato piuttosto dalle ricerche del padre.
A Serafino Calindri è intitolata una via nel quartiere residenziale dell'Elce, a Perugia.

## Opere

Del porto di Rimino (1768)

- Memoria sopra il porto di Rimino compilata dal signor Serafino Calindri con note del sig. Marco Chillenio, Rimino 1764, In Pesaro, presso Donnino Ricci, 1765.
- Del porto di Rimino lettera di un riminese ad un amico di Roma coll'appendice di documenti, In Roma, appresso il Bernabò, e Lazzarini, 1768.
- Dizionario corografico, georgico, orittologico, storico ec. ec. ec. della Italia composto su le osservazioni fatte immediatamente sopra ciascun luogo per lo stato presente, e su le migliori memorie storiche e documenti autentici combinati sopra luogo per lo stato antico..., 6 voll., Bologna, Stamperia di S. Tommaso d'Aquino, 1781-1785. (Ristampa anastatica: Sala Bolognese, Arnaldo Forni, 2003). Comprende:

1 - Montagna e collina del territorio bolognese
2 - Montagna e collina del territorio bolognese. Parte seconda
3 - Montagna e collina del territorio bolognese. Parte terza
4 - Montagna e collina del territorio bolognese. Parte quarta
5 - Montagna e collina del territorio bolognese. Parte quinta
6 - Pianura del territorio bolognese. Parte prima
- Descrizione ovvero Prospetto generale della pianura bolognese circondario, confini, confinanti, quadratura o superficie. Arcipreture, parrocchie..., Bologna, Stamperia di S. Tommaso d'Aquino, 1785.
- Racconto storico della immagine di Maria detta di S. Luca conservata nel monte della Guardia [...] estratto dai più sicuri autentici documenti [...] dall'abate Serafino Calindri perugino, Bologna, Stamperia di S. Tommaso d'Aquino, 1787.

### Testi consultabili in rete
- Memoria sopra il porto di Rimino..., 1764. Google libri.
- Descrizione ovvero prospetto generale della pianura bolognese, 1785. Google libri.
- Racconto storico dell'immagine di Maria..., 1791. Google libri.